# Robert Littell
Robert Littell (New York, 8 gennaio 1935) è uno scrittore e giornalista statunitense.
È il padre dello scrittore Jonathan Littell. Attualmente vive in Francia.
Littell ha scritto diversi romanzi, specializzandosi in spy-story ove affronta tematiche legate alla CIA ed all'Unione Sovietica. Nel 2009 ha pubblicato il romanzo L'epigramma a Stalin, dedicato al poeta russo Osip Ėmil'evič Mandel'štam, morto nel 1938 in Siberia durante le purghe staliniste.

## Opere

### Romanzi
- The Defection of A. J. Lewinter (1973)
  - L'inutile gioco, Garzanti, 1974[1]
- Sweet Reason (1974)
- The October Circle (1975)
- Mother Russia (1978)
- The Debriefing (1979)
- The Amateur (1981)
- The Sisters (1986)
  - La scuola del vasaio, Mondadori, 1987[1]
- The Revolutionist (1988)
  - Il rivoluzionario, Mondadori, 1989[1]
- The Once and Future Spy (1990)
  - La spia dai due volti, Sperling & Kupfer, 1992[1]
- An Agent in Place (1991)
- The Visiting Professor (1994)
- Walking Back the Cat (1997)
- The Company (2002)
  - The Company, Mondadori, 2004[1]
- Legends (2005)
  - L'oligarca, Fanucci, 2009[1]
- Vicious Circle (2006)
  - I figli di Abramo, Fanucci, 2011
- The Stalin Epigram (2009)
  - L'epigramma a Stalin, Fanucci, 2010[1]
- Young Philby (2011)
  - Il giovane Philby, Fanucci, 2012
- A nasty piece of work (2013)
  - Una sporca faccenda, Timecrime, 2014